# Rhodostrophia
Rhodostrophia är ett släkte av fjärilar som beskrevs av Jacob Hübner 1823. Rhodostrophia ingår i familjen mätare.

## Bildgalleri

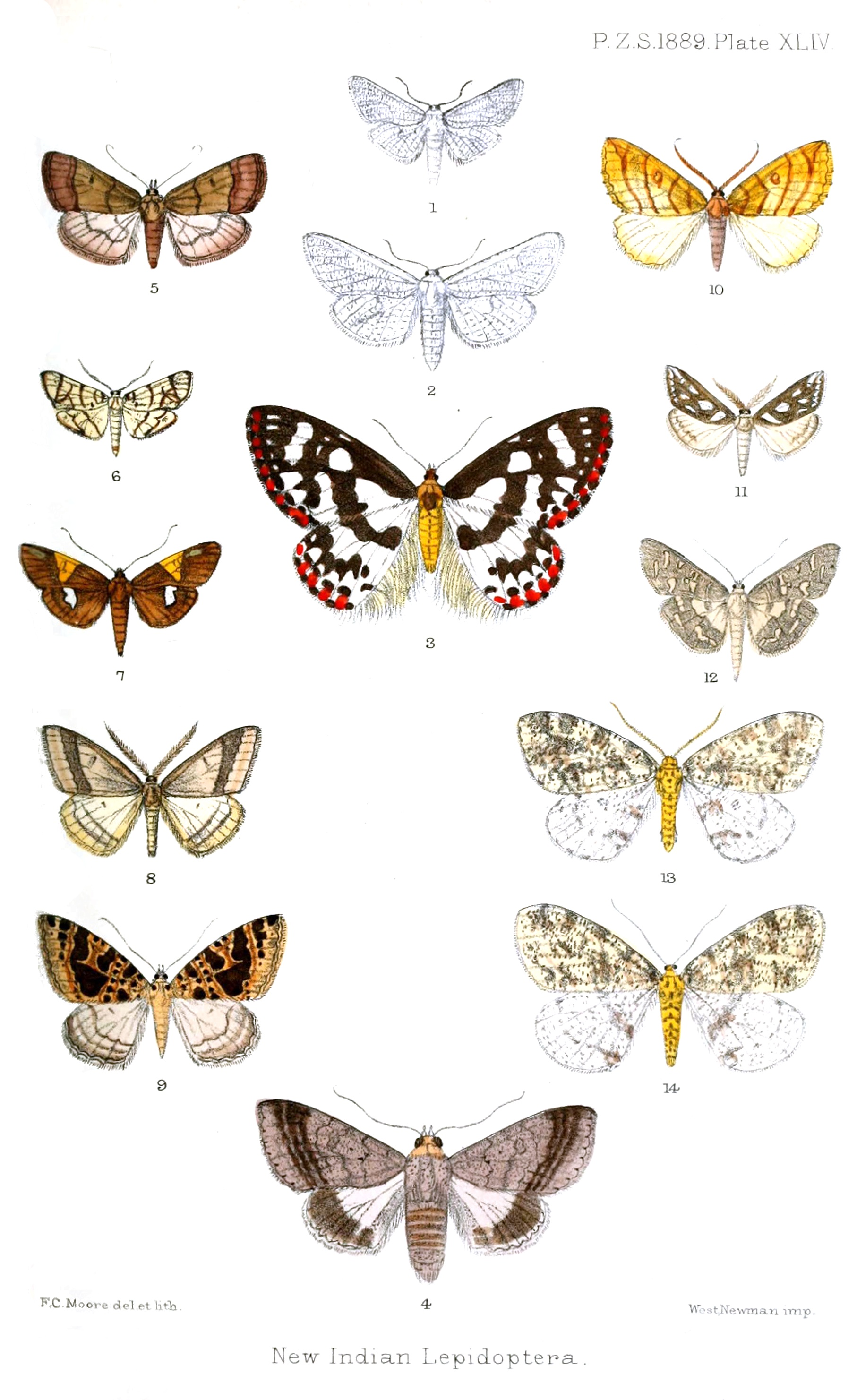

## Dottertaxa tillRhodostrophia, i alfabetisk ordning[1][2]
- Rhodostrophia abscisaria
- Rhodostrophia acidaria
- Rhodostrophia adauctata
- Rhodostrophia adulterina
- Rhodostrophia aidela
- Rhodostrophia alexandraria
- Rhodostrophia anchotera
- Rhodostrophia angustuniaria
- Rhodostrophia anjumana
- Rhodostrophia anomala
- Rhodostrophia araearia
- Rhodostrophia artriosa
- Rhodostrophia auctata
- Rhodostrophia badakhschana
- Rhodostrophia badiaria
- Rhodostrophia bahara
- Rhodostrophia bicolor
- Rhodostrophia bisinuata
- Rhodostrophia borealis
- Rhodostrophia calabra
- Rhodostrophia carnosaria
- Rhodostrophia cervinaria
- Rhodostrophia chlorotica
- Rhodostrophia cinerascens
- Rhodostrophia coacta
- Rhodostrophia cretacaria
- Rhodostrophia cruentata
- Rhodostrophia cruentataria
- Rhodostrophia cuprinaria
- Rhodostrophia cypria
- Rhodostrophia cypriaria
- Rhodostrophia debilis
- Rhodostrophia decolor
- Rhodostrophia discopunctata
- Rhodostrophia dispar
- Rhodostrophia dissoluta
- Rhodostrophia erythema
- Rhodostrophia excellens
- Rhodostrophia farinosa
- Rhodostrophia froitzheimi
- Rhodostrophia furialis
- Rhodostrophia fuscata
- Rhodostrophia glaucofusa
- Rhodostrophia grisearia
- Rhodostrophia grumaria
- Rhodostrophia haematozona
- Rhodostrophia herbicolens
- Rhodostrophia inaffectata
- Rhodostrophia inconspicua
- Rhodostrophia intermedia
- Rhodostrophia iranica
- Rhodostrophia jacularia
- Rhodostrophia kabulensis
- Rhodostrophia khasiana
- Rhodostrophia klapperichi
- Rhodostrophia languida
- Rhodostrophia lenis
- Rhodostrophia linguata
- Rhodostrophia meonaria
- Rhodostrophia meonodes
- Rhodostrophia minor
- Rhodostrophia muricolor
- Rhodostrophia muscosa
- Rhodostrophia nesam
- Rhodostrophia nubifera
- Rhodostrophia obsoleta
- Rhodostrophia olivacea
- Rhodostrophia olivopallens
- Rhodostrophia oxyntis
- Rhodostrophia pallidior
- Rhodostrophia pellonaria
- Rhodostrophia pelloniaria
- Rhodostrophia peregrina
- Rhodostrophia perezaria
- Rhodostrophia peripheres
- Rhodostrophia phaenicearia
- Rhodostrophia philolaches
- Rhodostrophia pleonasma
- Rhodostrophia plesiochora
- Rhodostrophia poliaria
- Rhodostrophia pollenaria
- Rhodostrophia praecanaria
- Rhodostrophia praecisaria
- Rhodostrophia pudorata
- Rhodostrophia pulverearia
- Rhodostrophia punctaria
- Rhodostrophia quadricalcarata
- Rhodostrophia rara
- Rhodostrophia rectilinearia
- Rhodostrophia rhoda
- Rhodostrophia rhodospania
- Rhodostrophia rosans
- Rhodostrophia roseata
- Rhodostrophia rubrifasciata
- Rhodostrophia rubrior
- Rhodostrophia rubrofasciata
- Rhodostrophia rueckbeili
- Rhodostrophia rufilinea
- Rhodostrophia salangensis
- Rhodostrophia sanguinea
- Rhodostrophia separata
- Rhodostrophia sicanaria
- Rhodostrophia sieversi
- Rhodostrophia similata
- Rhodostrophia sinensis
- Rhodostrophia staudingeri
- Rhodostrophia stigmatica
- Rhodostrophia strigata
- Rhodostrophia suavis
- Rhodostrophia subconspicua
- Rhodostrophia subflavida
- Rhodostrophia subrufa
- Rhodostrophia subsanguinea
- Rhodostrophia subseparata
- Rhodostrophia suffusa
- Rhodostrophia tabidaria
- Rhodostrophia taeniaria
- Rhodostrophia telaria
- Rhodostrophia tenuistrigata
- Rhodostrophia terrestraria
- Rhodostrophia tibetaria
- Rhodostrophia transcaucasica
- Rhodostrophia tremiscens
- Rhodostrophia trifasciata
- Rhodostrophia tristrigalis
- Rhodostrophia tumulosa
- Rhodostrophia unicolorata
- Rhodostrophia unilinea
- Rhodostrophia vartianae
- Rhodostrophia vastaria
- Rhodostrophia vibicaria
- Rhodostrophia wilemani
- Rhodostrophia vinacearia
- Rhodostrophia violettaria
- Rhodostrophia xesta
- Rhodostrophia yunnanaria